# Línguas iranianas ocidentais
As Línguas iranianas ocidentais são um subgrupo de Línguas iranianas que se desenvolveram no oeste da Pérsia (atual Irã), principalmente nas áreas dos Montes Zagros e da Alta Mesopotâmia. A maioria são derivadas da língua dos antigos povos iranianos que habitaram a região. 

## História
O mais antigo documento em iraniano ocidental encontrado é do rei Dário I, em persa antigo, de 522 a.C..
Historicamente, a fase moderna das línguas iranianas ocidentais sobrepõe-se à islamização das terras de fala iraniana no século XII. A fase média inicia-se no século III a.C. e o estágio mais antigo remonta a inícios do segundo milénio a.C..

## Grupos
As línguas iranianas ocidentais são divididas em dois grupos geográficos: noroeste e sudoeste.
Dentre as línguas mais antigas que evoluíram a partir do protoiraniano ocidental estão o persa antigo, a língua meda e a língua parta, todas elas extintas. Atualmente, o curdo e o persa moderno são as principais línguas do grupo.

### Línguas
São exemplos de línguas do grupo iraniano ocidental (com † as línguas extintas):
Iraniano antigo
- Sudoeste: Persa antigo†
- Noroeste: Medo†

Iraniano médio
- Sudoeste: Persa médio†
- Noroeste: Parto†

Iraniano moderno
- Sudoeste
  - Persa
  - Luri
  - Dari
  - Tajique

- Noroeste
  - Curdo
  - Zaza-Gorani
    - Zaza
    - Gorani

  - Caspiano
    - Guiláqui
    - Mazandarani

  - Balúchi